# 訥爾濟
訥爾濟（？年—？年），字汝舟，号健亭，滿洲正白旗人，道光十五年繙譯進士，清朝政治、軍事人物。

## 履歷
- 由工部主事遷右中允
- 道光三十年，充實錄館總校官[2]
- 翰林院侍講[3]
- 咸豐二年，翰林院侍講學士、日講起居注官[4]、國子監祭酒[5]
- 咸豐三年，翰林院侍讀學士[6]、滿洲繙譯會試副考官[7]
- 咸豐五年，光祿寺卿[8]、通政使司通政使[9]
- 咸豐六年，都察院左副都御史[10]、盛京兵部侍郎[11]，九年九月以收受賀禮解任[12]
- 同治三年，巴里坤領隊大臣[13]、藍翎侍衛[14]

## 亲属
- 兄存善。[15]
- 儿女姻亲倭仁，道光己丑进士，文华殿大学士。
- 表弟联康，盛京兵部侍郎。[16]